# سرگرمی مورد علاقه‌اش
سرگرمی مورد علاقه‌اش (به انگلیسی: His Favorite Pastime) فیلمی کوتاه و صامت، به کارگردانی جرج نیکولز با بازی چارلی چاپلین و تولید سال ۱۹۱۴ می‌باشد.

## داستان
چارلی مست است و برای به دست آوردن دختری با دیگران درگیر می‌شود.

## بازیگران
- چارلی چاپلین - مست
- راسکو آرباکل - مست نخ‌نما
- پگی پیرس - بانوی زیبا
- جس دندی